# Le Balzac
Pour les articles homonymes, voir Balzac.
Le Balzac est un cinéma de Paris ouvert depuis 1935, situé au 1, rue Balzac, dans le 8e arrondissement. Il s'agit d'un cinéma art et essai de trois salles sur les Champs-Élysées. Dirigé par Jean-Jacques Schpoliansky pendant plus de quatre décennies, c'est aujourd'hui David Henochsberg, le fils de Jean Henochsberg, associé historique, qui exploite le cinéma. 

« Je veux de l’exceptionnel au quotidien, tant dans le choix des films que celui des animations. Et ça marche ! Désormais, nous sommes sollicités pour accueillir des musiciens, des artistes, des passionnés de cinéma dans nos soirées spéciales. »

## Histoire

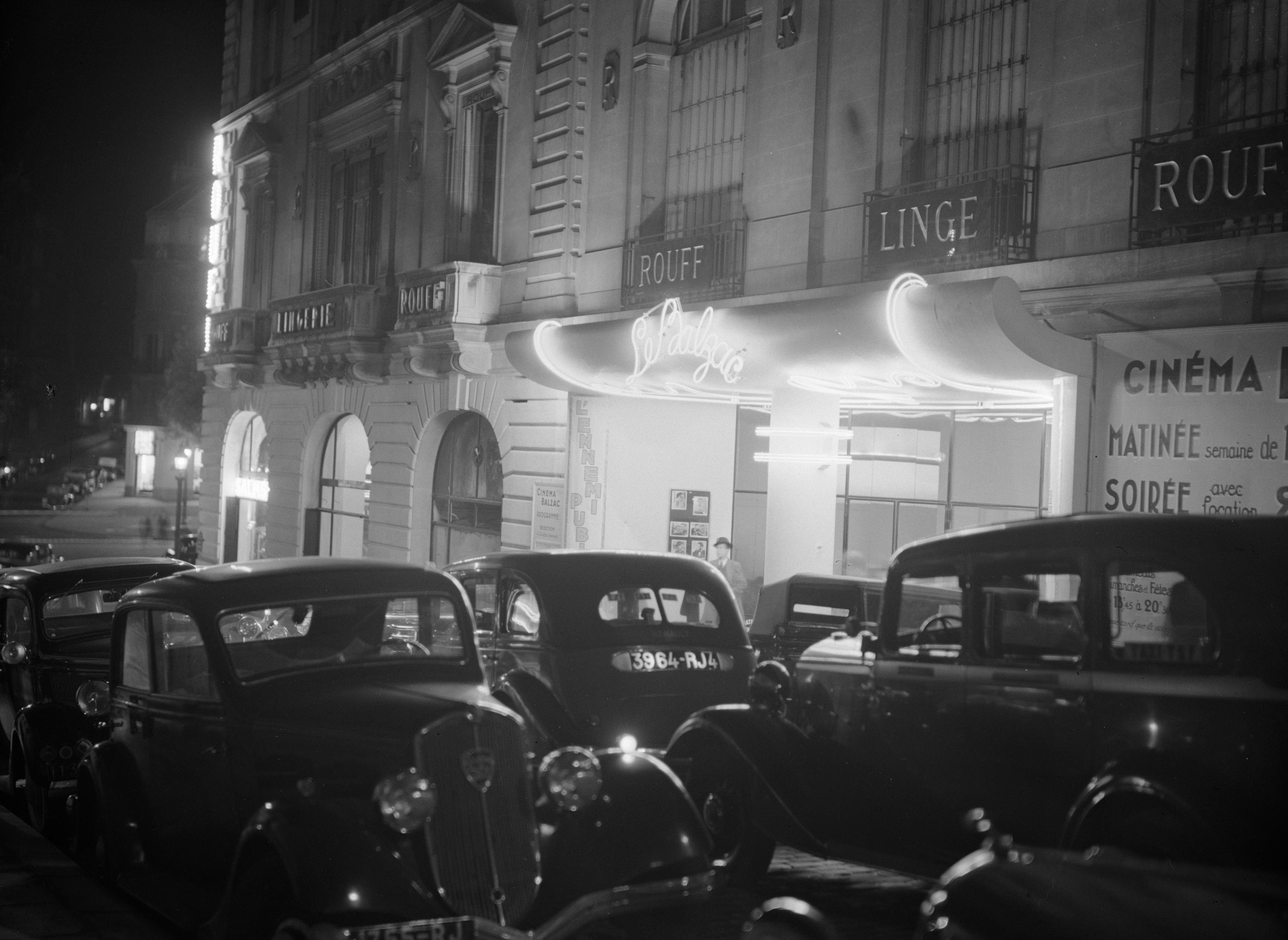
Le cinéma en 1935.

Le cinéma ouvre le 6 mai 1935 avec Soir de noces de King Vidor.
Par le passé, il a porté les noms d'Olympic Balzac, Reflet Balzac et Les 3 Balzac.
Il compte trois salles, de 400, 145 et 55 fauteuils.
Membre d'un réseau indépendant, il diffuse des films d'auteur.

## César
Pendant les deux semaines qui précèdent la clôture du second tour des César du cinéma, l'Académie des arts et techniques du cinéma organise « L'Année cinéma César », deux semaines de projection non stop de l'ensemble des films qui bénéficient d'au moins une nomination.
Ces projections, ouvertes au public, ont lieu à Paris au cinéma Le Balzac, sur les Champs-Élysées et au cinéma Les 3 Luxembourg, dans le quartier de Saint-Germain-des-Prés.

## Accès
Ce site est desservi par la station de métro George V.